# 鈍頭莖杜父魚
鈍頭莖杜父魚，為輻鰭魚綱鮋形目杜父魚亞目杜父魚科的其中一種，為寒帶海水魚，分布於東太平洋阿拉斯加阿留申群島海域，棲息深度0-150公尺，體長可達20公分，棲息在底層水域，生活習性不明。